# 崆山白云洞
崆山白云洞是位于河北省邢台市临城县的一座天然喀斯特溶洞。崆山白云洞形成于距今5亿年前的寒武纪。2014年成为中國国家AAAA级景区。

## 发现
崆山白云洞于1988年7月18日被在太行山东麓的崆山上凿石的五位农民发现。

## 名称由来
白云山因山风来临时，会发出轰鸣声，又名空山（崆山）。因溶洞位于白云山上，所以被命名为崆山白云洞。

## 景点介绍
崆山白云洞在经过开发后，于1990年1月1日开始对外开放。
溶洞共有五个洞厅，分别是“人间”、“天堂”、“迷宫”、“地府”和“龙宫”。其中“天堂”洞厅的规模最大，它的长度达到了120米。